# Отворено првенство Аустралије у тенису 2021.
Отворено првенство Аустралије у тенису 2021, такође познат краће као Аустралијан опен 2021, био је тениски гренд слем турнир који се одржавао од 8. до 21. фебруара на Мелбурн парку. Било је то укупно 109. издање Аустралијан опена, а 53. у Опен ери као и први гренд слем у години. Првобитно је било планирано да се турнир одржи 18—31. јануара 2021, али је исти одложен за три недеље услед пандемије ковида 19. Као и прошлих сезона, главни спонзор је Kia.
Новак Ђоковић је успешно одбранио титулу шампиона у појединачној мушкој конкуренцији победивши у финалу Данила Медведева у три сета. Том победом је Ђоковић дошао до своје 18. гренд слем титуле. Софија Кенин је била бранилац титуле у појединачној женској конкуренцији, али је изгубила у другом колу од Каје Канепи. Победница је на крају била Наоми Осака која је дошла до свог четвртог гренд слем трофеја победивши у финалу Џенифер Брејди у три сета.
Прошлогодишњи победници Отвореног првенства Аустралије били су:
- мушкарци појединачно —  Новак Ђоковић;
- жене појединачно —  Софија Кенин;
- мушки парови —  Раџив Рам и  Џо Солсбери;
- женски парови —  Тимеа Бабош и  Кристина Младеновић;
- мешовити парови —  Барбора Крејчикова и  Никола Мектић.

## Расподела бодова и новца

#### Сингл и дубл
Испод је табела са расподелом бодова на гренд слем турниру.
| Рунда                | Титула | Финале | 1/2 финала | 1/4 финала | 1/8 финала | 1/16 финала | 1/32 финала | 1/64 финала | Победа у квалификацијама | Финале квалификација | Друго коло квалификација | Прво коло квалификација |
| Мушкарци појединачно | 2000   | 1200   | 720        | 360        | 180        | 90          | 45          | 10          | 25                       | 16                   | 8                        | 0                       |
| Мушки парови         | 2000   | 1200   | 720        | 360        | 180        | 90          | 0           | Н/Д         | Н/Д                      | Н/Д                  | Н/Д                      | Н/Д                     |
| Жене појединачно     | 2000   | 1300   | 780        | 430        | 240        | 130         | 70          | 10          | 40                       | 30                   | 20                       | 2                       |
| Женски парови        | 2000   | 1300   | 780        | 430        | 240        | 130         | 10          | Н/Д         | Н/Д                      | Н/Д                  | Н/Д                      | Н/Д                     |

### Новчана награда
| Рунда             | Титула      | Финале      | 1/2 финала | 1/4 финала | 1/8 финала | 1/16 финала | 1/32 финала | 1/64 финала | Финале квалификација | Друго коло квалификација | Прво коло квалификација |
| Појединачно       | A$2 750 000 | A$1 500 000 | A$850 000  | A$525 000  | A$320 000  | A$215 000   | A$150 000   | A$100 000   | A$52 500             | A$35 000                 | A$25 000                |
| Парови *          | A$600 000   | A$340 000   | A$200 000  | A$110 000  | A$65 000   | A$45 000    | A$30 000    | Н/Д         | Н/Д                  | Н/Д                      | Н/Д                     |
| Мешовити парови * | A$150 000   | A$85 000    | A$45 000   | A$24 000   | A$12 000   | A$6 250     | Н/Д         | Н/Д         | Н/Д                  | Н/Д                      | Н/Д                     |

* за два играча

## Носиоци у појединачној конкуренцији

### Мушкарци појединачно
| Носилац | Место на АТП листи | Играч                 | Бодова пре | Бодова бранио | Освојено бодова | Бодова после | Статус                                                    |
| ------- | ------------------ | --------------------- | ---------- | ------------- | --------------- | ------------ | --------------------------------------------------------- |
| 1.      | 1.                 | Новак Ђоковић         | 12 030     | 2000          | 2000            | 12 030       | Титула, победио Данила Медведева [4]                      |
| 2.      | 2.                 | Рафаел Надал          | 9850       | 360           | 360             | 9850         | Четвртфинале, изгубио од Стефаноса Циципаса [5]           |
| 3.      | 3.                 | Доминик Тим           | 9125       | 1200          | 180             | 9125         | Осмина финала, изгубио од Григора Димитрова [18]          |
| 4.      | 4.                 | Данил Медведев        | 8715       | 180           | 1200            | 9735         | Финале, изгубио од Новака Ђоковића [1]                    |
| 5.      | 6.                 | Стефанос Циципас      | 5965       | 90            | 720             | 6595         | Полуфинале, изгубио од Данила Медведева [4]               |
| 6.      | 7                  | Александар Зверев     | 5615       | 720           | 360             | 5615         | Четвртфинале, изгубио од Новака Ђоковића [1]              |
| 7.      | 8.                 | Андреј Рубљов         | 4429       | 180           | 360             | 4609         | Четвртфинале, изгубио од Данила Медведева [4]             |
| 8.      | 9.                 | Дијего Шварцман       | 3480       | 180           | 90              | 3480         | Треће коло, изгубио од Аслана Карацева [Q]                |
| 9.      | 10.                | Матео Беретини        | 3345       | 45            | 180             | 3480         | Осмина финала, изгубио од Стефаноса Циципаса [5]; предаја |
| 10      | 11.                | Гаел Монфис           | 2860       | 180           | 10              | 2860         | Прво коло, изгубио од Емила Русувуорија                   |
| 11      | 12.                | Денис Шаповалов       | 2830       | 10            | 90              | 2910         | Треће коло, изгубио од Феликса Оже-Алијасима [20]         |
| 12      | 13.                | Роберто Баутиста Агут | 2710       | 90            | 10              | 2710         | Прво коло, изгубио од Раду Албота                         |
| 13      | 15.                | Давид Гофен           | 2600       | 90            | 10              | 2600         | Прво коло, изгубио од Алексеја Попирина [WC]              |
| 14      | 14.                | Милош Раонић          | 2630       | 360           | 180             | 2630         | Осмина финала, изгубио од Новака Ђоковића [1]             |
| 15      | 16.                | Пабло Карењо Буста    | 2585       | 90            | 90              | 2585         | Треће коло, изгубио од Григора Димитрова [18]; предаја    |
| 16      | 17.                | Фабио Фоњини          | 2535       | 180           | 180             | 2535         | Осмина финала, изгубио од Рафаела Надала [2]              |
| 17      | 18.                | Стен Вавринка         | 2365       | 360           | 45              | 2365         | Друго коло, изгубио од Мартона Фучовича                   |
| 18      | 21.                | Григор Димитров       | 2260       | 45            | 360             | 2575         | Четвртфинале, изгубио од Аслана Карацева [Q]              |
| 19      | 20.                | Карен Хачанов         | 2290       | 90            | 90              | 2290         | Треће коло, изгубио од Матеа Беретинија [9]               |
| 20.     | 19.                | Феликс Оже-Алијасим   | 2346       | 10            | 180             | 2516         | Осмина финала, изгубио од Аслана Карацева [Q]             |
| 21.     | 23.                | Алекс де Минор        | 2065       | 0             | 90              | 2155         | Треће коло, изгубио од Фабија Фоњинија [16]               |
| 22.     | 25.                | Борна Ћорић           | 1855       | 10            | 45              | 1890         | Друго коло, изгубио од Макензија Макдоналда [PR]          |
| 23.     | 27.                | Душан Лајовић         | 1785       | 90            | 180             | 1875         | Осмина финала, изгубио од Александра Зверева [6]          |
| 24.     | 28.                | Каспер Руд            | 1739       | 10            | 180             | 1909         | Осмина финала, изгубио од Андреја Рубљова [7]; предаја    |
| 25.     | 29.                | Беноа Пер             | 1738       | 45            | 10              | 1738         | Прво коло, изгубио од Јегора Герасимова                   |
| 26.     | 30.                | Хуберт Хуркач         | 1735       | 45            | 10              | 1735         | Прво коло, изгубио од Микаела Имера                       |
| 27.     | 31.                | Тејлор Фриц           | 1695       | 90            | 90              | 1695         | Треће коло, изгубио од Новака Ђоковића [1]                |
| 28.     | 33.                | Филип Крајиновић      | 1673       | 45            | 90              | 1718         | Треће коло, изгубио од Данила Медведева [4]               |
| 29.     | 34.                | Уго Амбер             | 1671       | 10            | 45              | 1706         | Друго коло, изгубио од Ника Кирјоса                       |
| 30.     | 26.                | Данијел Еванс         | 1794       | 45            | 10              | 1794         | Прво коло, изгубио од Камерона Норија                     |
| 31.     | 35.                | Лоренцо Сонего        | 1588       | 10            | 45              | 1623         | Друго коло, изгубио од Фелисијана Лопеза                  |
| 32.     | 36.                | Адријан Манарино      | 1561       | 10            | 90              | 1641         | Треће коло, изгубио од Александра Зверева [6]             |

### Жене појединачно
| Носилац | Место на ВТА листи | Играчица                | Бодова пре | Бодова бранио | Освојено бодова | Бодова после | Статус                                          |
| ------- | ------------------ | ----------------------- | ---------- | ------------- | --------------- | ------------ | ----------------------------------------------- |
| 1.      | 1.                 | Ешли Барти              | 9186       | 780           | 430             | 9186         | Четвртфинале, изгубила од Каролине Мухове [25]  |
| 2.      | 2.                 | Симона Халеп            | 7255       | 780           | 430             | 7255         | Четвртфинале, изгубила од Серене Вилијамс [10]  |
| 3.      | 3.                 | Наоми Осака             | 5965       | 130           | 2000            | 7835         | Титула, победила Џенифер Брејди [22]            |
| 4.      | 4.                 | Софија Кенин            | 5760       | 2000          | 130             | 5760         | Друго коло, изгубила од Каје Канепи             |
| 5.      | 5.                 | Елина Свитолина         | 5260       | 130           | 240             | 5370         | Осмина финала, изгубила од Џесике Пегуле        |
| 6.      | 6.                 | Каролина Плишкова       | 5205       | 130           | 130             | 5205         | Треће коло, изгубила од Каролине Мухове [25]    |
| 7.      | 7.                 | Арина Сабаленка         | 4580       | 10            | 240             | 4810         | Осмина финала, изгубила од Серене Вилијамс [10] |
| 8.      | 9.                 | Бјанка Андреску         | 4555       | 0             | 70+1            | 4626         | Друго коло, изгубила од Сје Су-веј              |
| 9.      | 8.                 | Петра Квитова           | 4571       | 430           | 70              | 4571         | Друго коло, изгубила од Соране Крстее           |
| 10.     | 11.                | Серена Вилијамс         | 4265       | 130           | 780             | 4915         | Полуфинале, изгубла од Наоми Осаке [3]          |
| 11.     | 12.                | Белинда Бенчич          | 4010       | 130           | 130             | 4010         | Треће коло, изгубио од Елисе Мертенс [18]       |
| 12.     | 13.                | Викторија Азаренка      | 3525       | 0             | 10              | 3535         | Прво коло, изгубила од Џесике Пегуле            |
| 13.     | 15.                | Јохана Конта            | 3206       | 10            | 10              | 3206         | Прво коло, изгубила од Каје Јуван [Q]; повреда  |
| 14.     | 14.                | Гарбиње Мугуруза        | 3320       | 1 300         | 240             | 3320         | Осмина финала, изгубила од Наоми Осаке [3]      |
| 15.     | 17.                | Ига Свјонтек            | 3014       | 240           | 240             | 3014         | Осмина финала, изгубла од Симоне Халеп [2]      |
| 16.     | 19.                | Петра Мартић            | 2850       | 70            | 10              | 2850         | Прво коло, изгубила од Олге Даниловић [Q]       |
| 17.     | 21.                | Јелена Рибакина         | 2718       | 130           | 70              | 2718         | Друго коло, изгубила од Фионе Феро              |
| 18.     | 16.                | Елисе Мертенс           | 3060       | 240           | 240             | 3060         | Осмина финала, изгубила од Каролине Мухове [25] |
| 19.     | 20.                | Маркета Вондроушова     | 2722       | 10            | 240             | 2952         | Осмина финала, изгубила од Сје Су-веј           |
| 20.     | 23.                | Марија Сакари           | 2570       | 240           | 10              | 2570         | Прво коло, изгубила од Кристине Младеновић      |
| 21.     | 22.                | Анет Контавејт          | 2575       | 430           | 130             | 2575         | Треће коло, изгубила од Шелби Роџерс            |
| 22.     | 24.                | Џенифер Брејди          | 2475       | 10            | 1300            | 3765         | Финале, изгубила од Наоми Осаке [3]             |
| 23.     | 25.                | Анџелик Кербер          | 2370       | 240           | 10              | 2370         | Прво коло, изгубила од Бернарде Пере            |
| 24.     | 26.                | Алисон Риск             | 2256       | 240           | 10              | 2256         | Прво коло, изгубила од Анастасије Потапове      |
| 25.     | 27.                | Каролина Мухова         | 2135       | 70            | 780             | 2845         | Полуфинале, изгубила од Џенифер Брејди [22]     |
| 26.     | 28.                | Јулија Путинцева        | 2015       | 130           | 130             | 2015         | Треће коло, изгубила од Елине Свитолине [5]     |
| 27.     | 30.                | Унс Џабир               | 1915       | 430           | 130             | 1915         | Треће коло, изгубила од Наоми Осаке [3]         |
| 28.     | 33.                | Дона Векић              | 1880       | 130           | 240             | 1990         | Осмина финала, изгубила од Џенифер Брејди [22]  |
| 29.     | 32.                | Јекатерина Александрова | 1900       | 130           | 130             | 1900         | Треће коло, изгубила од Ешли Барти [1]          |
| 30.     | 34.                | Ванг Ћанг               | 1735       | 180           | 10              | 1735         | Первый круг, изгубила од Саре Ерани [Q]         |
| 31.     | 35.                | Џанг Шуај               | 1693       | 130           | 10              | 1693         | Прво коло, изгубила од Ен Ли                    |
| 32.     | 36.                | Вероника Кудерметова    | 1680       | 10            | 130             | 1800         | Треће коло, изгубила од Симоне Халеп [2]        |

## Победници

### Мушкарци појединачно
Новак Ђоковић поразио  Данила Медведева у сетовима 7 : 5, 6 : 2, 6 : 2.
- Ђоковић је девети пут освојио Отворено првенство Аустралије. Ниједном није изгубио финале на турниру у Мелбурну и други пут је одбранио титулу трипут заредом.
- Српски тенисер је 18. пут постао првак на неком гренд слем турниру чиме се приближио рекорду који држе Роџер Федерер и Рафаел Надал (20 титула).
- Ђоковићу је ово била укупно 82. титула у каријери на АТП туру.
- Медведев је стигао до другог финала неког гренд слем турнира. Руски тенисер је и по други пут поражен у финалу (на Отвореном првенству САД 2019, Данил је изгубио од Рафаела Надала у пет сетова).
- Медведев је постао први руски тенисер који је играо финале у мушком синглу на Отвореном првенству Аустралије после 16 година. Последњи руски учесник у одлучујућем мечу на такмичењу у Мелбурну био је Марат Сафин, који је и освојио турнир.
- Након турнира, Медведев ће се попети на треће место на АТП ранг-листи, док Ђоковић остаје на челу исте.

### Жене појединачно
Наоми Осака поразила  Џенифер Брејди у сетовима 6 : 4, 6 : 3.
- Осака је дошла до своје четврте победе на гренд слем турнирима, притом не изгубивши ниједно финале у ком је учествовала.
- Јапанска тенисерка је други пут у каријери освојила Аустралијан опен. Осака је освојила своју прву титулу у Аустралији 2019. године, победивши у финалу Петру Квитову.
- Осака је четврту годину заредом освојила неки од четири гренд слема.
- За Јапанку је ова титула била седма у професионалној каријери.
- Брејди је ово било прво финале неког гренд слема. Пре Аустралијан опена, Американка је одиграла само једно финале на нивоу ВТА тура.

### Мушки парови
Иван Додиг и  Филип Полашек поразили  Раџива Рама и  Џоа Солсберија у сетовима 6 : 3, 6 : 4.
- Додиг је освојио свој други гренд слем у конкуренцији мушких парова (укупно пети), док је Полашек по први пут освојио неки гренд слем.
- За хрватског тенисера ово је укупно 16. титула а за Словака 15. у професионалној каријери.
- Филип Полашек је постао други тенисер из Словачке који је био победник неког гренд слем турнира. То је раније пошло за руком само Данијели Хантуховој, која је у конкуренцији мешовитих парова успела да дође четири гренд слема.
- Прошлогодишњи шампиони Рам и Солсбери нису успели да одбране титуле на Аустралијан опену и претрпели су први пораз на неком гренд слем турниру.

### Женски парови
Елисе Мертенс и  Арина Сабаленка поразиле  Барбору Крејчикову и  Катержину Сињијакову у сетовима 6 : 2, 6 : 3.
- Мертенс и Сабаленка постали су по други пут гренд слем шампиони. Белгијско-белоруски двојац изборио је своју прву победу на Отвореном првенству САД 2019.
- Белгијска и белоруска тенисерка освојиле су пету заједничку титулу на ВТА туру. За Мертенсу је овај трофеј био укупно 11. у дублу, а за Сабаленку пети.
- Мертенс је прва тенисерка из Белгије која је освојила Аустралијан опен у женском дублу.
- Сабаленка је прва тенисерка из Белорусије која је освојила Аустралијан опен у женском дублу после 24 године. Наташа Зверева је била последња белоруска победница у дублу пошто је изборила своју трећу победу на турниру у Мелбурну 1997.
- Након турнира, Мертенс и Сабаленка ће бити на челу ВТА ранг-листе у конкуренцији парова.
- Пар Крејчикова—Сињијаков претрпео је први пораз у финалу неког великог турнира. Чешке тенисерке су два претходна финала завршила у своју корист.

### Мешовити парови
Барбора Крејчикова и  Раџив Рам поразили  Саманту Стосур и  Метјуа Ебдена у сетовима 6 : 1, 6 : 4.
- Крејчикова је освојила трећу титулу на гренд слем турнирима у конкуренцији мешовитих парова (пета у каријери), Рам — другу титулу у конкуренција мешовитих парова (трећу у каријери). Чешко-амерички пар победио је у Мелбурну пре две године.
- Крејчикова је трећи пут заредом освојила Аустралијан опен у конкуренцији мешовитих парова.
- Стосур и Ебден су први пут поражени на неком гренд слему у конкуренцији мешовитих парова.